# Eupatoriinae
Eupatoriinae, podtribus glavočika cjevnjača, dio tribusa Eupatorieae. Ime je došlo po rodu Eupatorium. Postoje dva roda sa ukupno 66 vrsta

## Rodovi
1. Eupatorium L. (61 spp.)
2. Eutrochium Raf. (5 spp.)